# توم ريدج
توماس جوزيف ريدج (بالإنجليزية: Tom Ridge)‏ (ولد في 26 أغسطس 1945) هو سياسي ومؤلف أمريكي عمل كمساعد لرئيس شؤون الأمن الداخلي في الفترة من 2001 إلى 2003، وكان أول وزير للأمن الداخلي في الولايات المتحدة في الفترة من 2003 إلى 2005. وكان ريدج قبل ذلك عضوا في مجلس النواب الأمريكي من 1983 إلى 1995 والحاكم الثالث والأربعين لولاية بنسلفانيا من عام 1995 إلى 2001. وهو عضو في الحزب الجمهوري.
ولد ريدج في مونهال، بنسلفانيا وتربى في المساكن العامة للمحاربين القدامى في إيري، بنسلفانيا. تخرج من جامعة هارفارد مع مرتبة الشرف، وخدم في الجيش الأمريكي خلال حرب فيتنام حيث حصل على ميدالية النجمة البرونزية. ثم عاد إلى ولاية بنسلفانيا وأكمل درجة الدكتوراه في القانون من كلية الحقوق في ديكنسون، وتخرج في عام 1972 وأسس عمله الخاص.
وبوصفه مساعد المدعي العام في مدينة إيري، ترشح ريدج عن منطقته في الكونغرس، حيث خدم في مجلس النواب لست فترات. ثم ترشح لمنصب الحاكم في عام 1994، رغم أنه لم يكن معروفا خارج منطقة شمال غرب بنسلفانيا. فاز في الانتخابات وأعيد انتخابه في عام 1998 بأكثر عدد من الأصوات ينالها حاكم جمهوري في ولاية بنسلفانيا منذ أكثر من نصف قرن. وبوصفه حاكم ولاية بنسلفانيا، ينسب إلى ريدج التقدم على مستوى الولاية في مجال التنمية الاقتصادية والتعليم والرعاية الصحية والبيئة.
عينه الرئيس الأمريكي جورج دبليو بوش عقب هجمات 11 سبتمبر كأول مدير لمكتب الأمن الداخلي المؤسس حديثا. وفي يناير 2003، أصبح مكتب الأمن الداخلي إدارة رسمية على مستوى مجلس الوزراء، وهي وزارة الأمن الداخلي، وأصبح ريدج أول وزير للأمن الداخلي. عمل في هذا المنصب لمدة ولاية بوش الأولى كرئيس، ثم تقاعد وعاد إلى القطاع الخاص.
عمل ريدج في مجالس إدارة «هوم ديبوت» وشركة هيرشي و «إكسيلون كوربوريشن» وكمدير أول لشركة «ديلويت آند توش» و «تكراديوم». ريدج هو أيضا المؤسس والرئيس التنفيذي لشركة ريدج العالمية، وهي شركة استشارات أمنية مقرها واشنطن العاصمة. عمل ريدج لفترة من الوقت في حملة السناتور جون ماكين الذي ترشح للرئاسة عام 2008 وكان يعتقد البعض أنه يكون على قائمة من المرافقين المحتملين له في حملته.

## روابط خارجية
- توم ريدج على موقع الموسوعة البريطانية (الإنجليزية)
- توم ريدج على موقع مونزينجر (الألمانية)
- توم ريدج على موقع إن إن دي بي (الإنجليزية)